# End Of The Dream

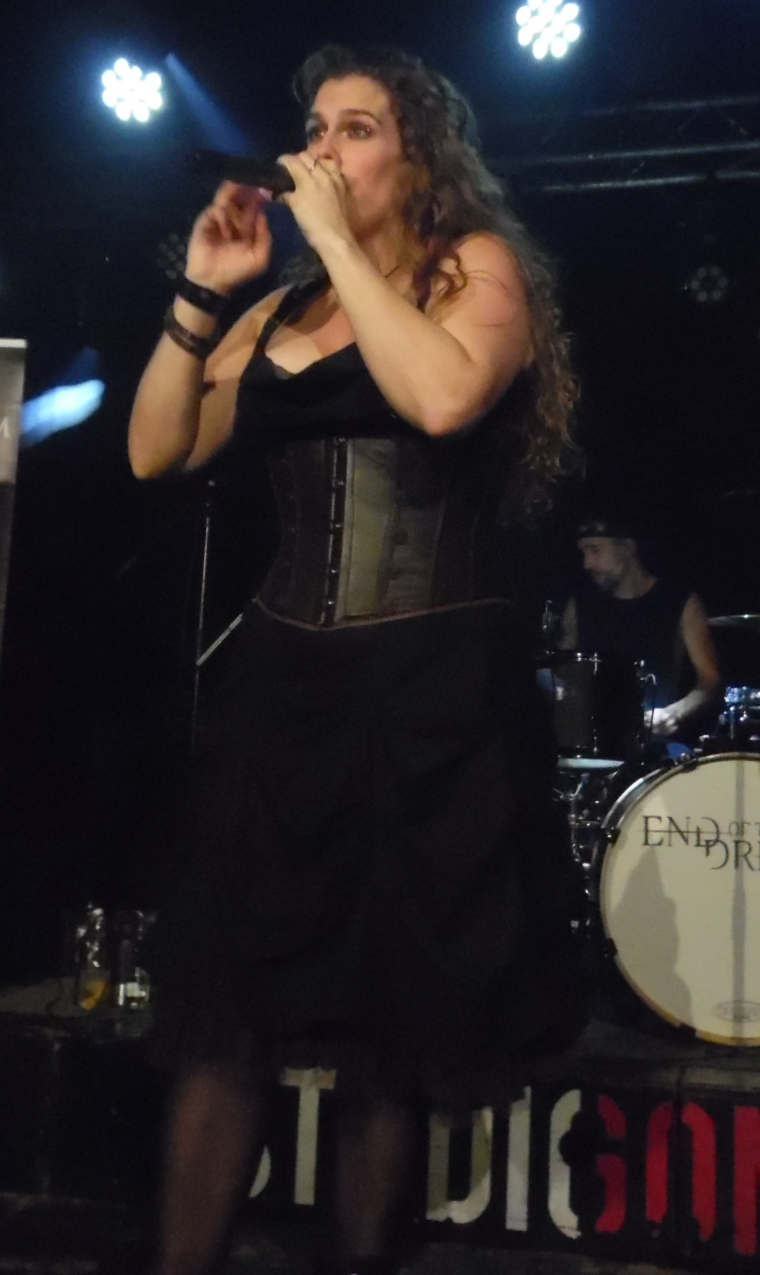
Huidige zangeres Alysia van Horik tijdens een show van End Of The Dream in Studiogonz in Gouda (2023)

End Of The Dream is een Nederlandse symfonische metalband.

## Biografie
In 2010 werd de band in 's-Hertogenbosch opgericht door gitarist Robin van Ekeren, ex-zangeres Micky Huijsmans en voormalig gitarist/toetsenist Armen Shamelian.

## Bezetting

### Huidige bandleden
- Alysia van Horik – vocalen
- Wiggert Altenburg – leadgitaar
- Robin van Ekeren – gitaar
- Vincent Reuling – keyboards
- Tim van den Hooven – basgitaar
- Patrick Sacré – drumstel

### Voormalige bandleden
- Micky Huijsmans – vocalen
- Armen Shamelian – gitaar en keyboards

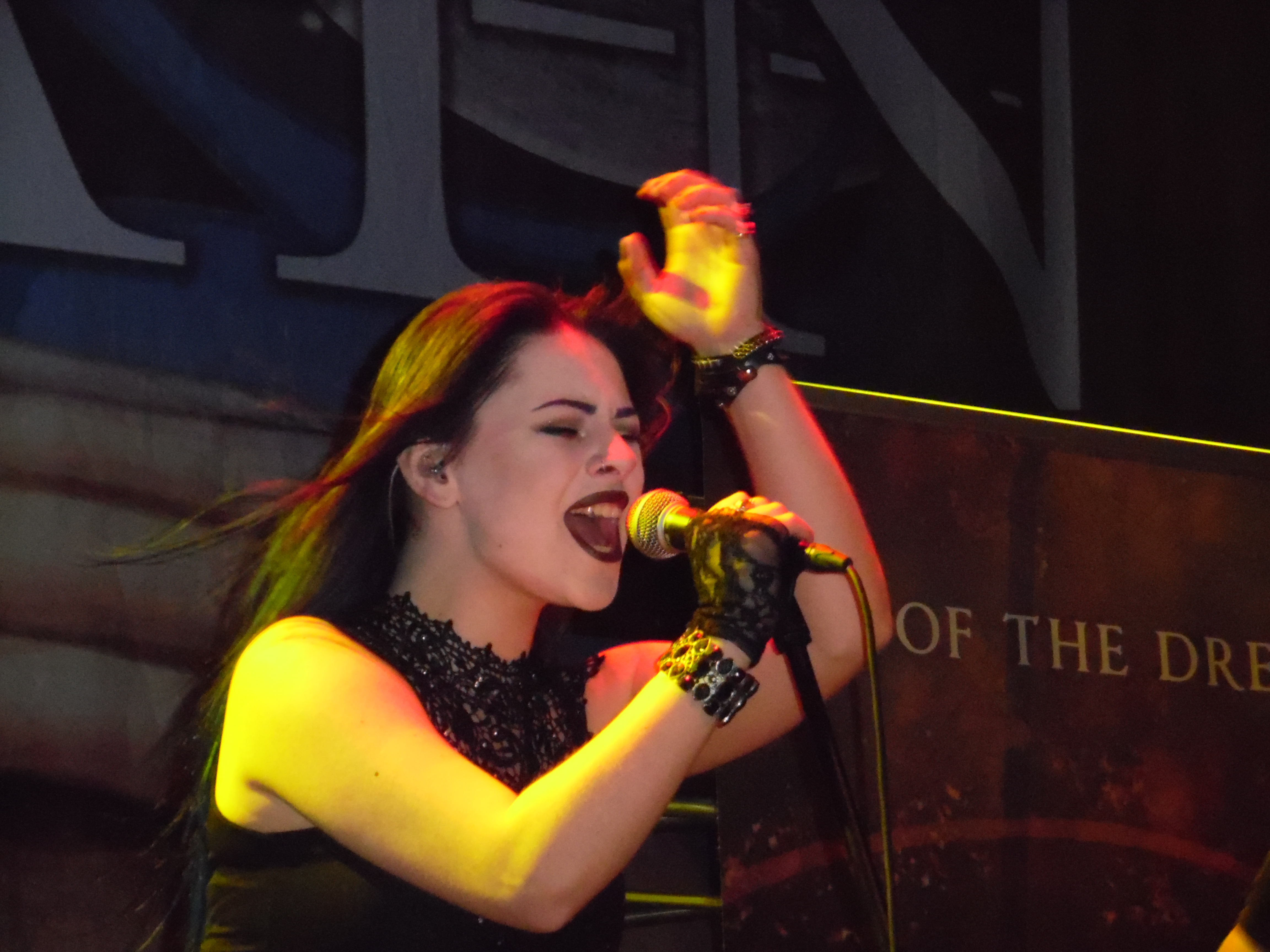
Voormalig zangeres Micky Huijsmans tijdens een concert van End Of The Dream in Dynamo in Eindhoven (2016)

- Joachim Verhoog - leadgitaar
- Pim Geraets – drumstel
- Pieter Driesen – drumstel

## Discografie

### Albums
- All I Am (2015)
- Until You Break (2017)

### Ep's
- End Of The Dream (2013)

### Singles
- Until You Break (2017)

### Muziekvideo's
- All I Am (2015)
- Defile (2017)
- Until You Break (2017)

## Bandnaam
De bandnaam 'End Of The Dream' werd afgeleid van het lied The End Of The Dream van de Amerikaanse rockband Evanescence. Dit lied verscheen op het album Evanescence uit 2011.